# 3. Lothringisches Infanterie-Regiment Nr. 135
Das 3. Lothringische Infanterie-Regiment Nr. 135 war ein Infanterieverband der Preußischen Armee.

## Geschichte

### Aufstellung und Friedenszeit
Durch Reichsgesetz vom 11. März 1887 wurde die Truppenstärke des Deutschen Heeres für die Zeit vom 1. April 1887 bis zum 31. März 1894 auf 468.409 Mann (ohne Offiziere etc.) erhöht, was 1 % der Bevölkerung (Stand 1. Dezember 1885) entsprach. Unter anderem sollten 31 neue Infanteriebataillone aufgestellt werden.
Im Zuge dieser Heeresvermehrung wurde das Infanterie-Regiment Nr. 135 durch Allerhöchste Kabinettsordre (A.K.O.) vom 11. März 1887 (zugleich Stiftungstag) zum 1. April 1887 in Diedenhofen errichtet. Für die Aufstellung gaben das Infanterie-Regiment Nr. 131 in Metz die 5. Kompanie, das Grenadier-Regiment „König Friedrich I.“ (4. Ostpreußisches) Nr. 5 in Neufahrwasser die 2. Kompanie, das Metzer Infanterie-Regiment Nr. 98 die 3. Kompanie und das Infanterie-Regiment „Herzog Karl von Mecklenburg-Strelitz“ (6. Ostpreußisches) Nr. 43 in Königsberg die 4. Kompanie ab, die das I. Bataillon bildeten. Das II. Bataillon wurde aufgestellt aus der 11. Kompanie des Grenadier-Regiments „König Friedrich der Große“ (3. Ostpreußisches) Nr. 4 in Ortelsburg, der 6. Kompanie des Infanterie-Regiments Nr. 128 in Danzig, der 11. Kompanie das Infanterie-Regiments „Graf Dönhoff“ (7. Ostpreußisches) Nr. 44 in Osterode, und der 7. Kompanie des 8. Ostpreußischen Infanterie-Regiments Nr. 45 in Lyck. Die 10. Kompanie des Infanterie-Regiments „von Boyen“ (5. Ostpreußisches) Nr. 41 in Königsberg, die 10. Kompanie des Infanterie-Regiments Nr. 130 in Metz, die 3. Kompanie des Grenadier-Regiments „König Friedrich Wilhelm I.“ (2. Ostpreußisches) Nr. 3 in Gumbinnen und die 12. Kompanie des 4. Magdeburgischen Infanterie-Regiment Nr. 67 in Metz, bildeten das III. Bataillon.
Durch A.K.O. vom 11. August 1893 wurde beim Regiment als IV. Bataillon ein sogenanntes Halbbataillon mit zwei Kompanien aufgestellt, das acht Offiziere und 193 Mann umfasste. Da diese Aufstellung sich nicht bewährte, wurden alle IV. Bataillone der Infanterieregimenter abgegeben und dienten zur Aufstellung neuer Regimenter. Das Halbbataillon des Regiments bildete mit dem Infanterie-Regiment Nr. 145 zum 1. April 1897 das II. Bataillon des neuerrichteten Infanterie-Regiments Nr. 174.
Ab 1890 bildete das Regiment, gemeinsam mit dem Infanterie-Regiment Nr. 145 (ab 1902: Königs-Infanterie-Regiment (6. Lothringisches) Nr. 145), die 68. Infanterie-Brigade innerhalb der 34. Division, die dem XVI. Armee-Korps unterstellt war.
Aus Anlass des 43. Geburtstag Kaiser Wilhelms II. erhielt das Regiment am 27. Januar 1902 die landsmannschaftliche Bezeichnung „Lothringisches“ und führte ab diesem Zeitpunkt den Namen 3. Lothringisches Infanterie-Regiment Nr. 135.
Bis zum Jahr 1912 stellte es eine Maschinengewehr-Kompanie auf, wechselte die Unterstellung und bildete mit dem 5. Lothringischen Infanterie-Regiment Nr. 144 die 67. Infanterie-Brigade, die der 33. Division unterstellt war.

### Erster Weltkrieg
Bei Ausbruch des Ersten Weltkriegs machte das Regiment am 2. August 1914 mobil und nahm im Verbund der übergeordneten 33. Infanterie-Division bei der 5. Armee ab dem 18. August 1914 an den Kämpfen an der Westfront teil.
1914
22. bis 27. August – Schlacht bei Longwy-Longuyon und am Othain-Abschnitt
28. August bis 1. September – Schlacht um die Maasübergänge
02. bis 3. September – Schlacht bei Varennes-Montfaucon
04. bis 5. September – Verfolgung westlich Verdun und durch die Argonnen
06. bis 12. September – Schlacht bei Vaubecourt-Fleury
17. bis 24. September – Schlacht bei Varennes
ab 25. September – Kampf im Argonner Wald
1915
01. Januar bis 31. Dezember – Kampf im Argonner Wald
1916
bis 8. August – Kampf im Argonner Wald
08. August bis 9. September – Schlacht um Verdun
09. September bis 17. Oktober – Stellungskämpfe vor Verdun
18. Oktober bis 30. November – Kampf im Argonner Wald
ab 1. Dezember – Stellungskämpfe an der Somme
1917
bis 31. Januar – Stellungskämpfe an der Somme
03. Februar bis 30. April – Stellungskämpfe in den Argonnen
04. bis 27. Mai – Doppelschlacht Aisne-Champagne
03. Juni bis 6. Oktober – Stellungskämpfe in den Argonnen
06. Oktober bis 31. Dezember – Stellungskämpfe in der Champagne
1918
01. bis 7. Januar – Stellungskämpfe in der Champagne
08. Januar bis 12. März – Reserve der OHL
12. bis 20. März – Ruhezeit hinter der 18. Armee
21. März bis 6. April – Große Schlacht in Frankreich
07. bis 22. April – Kämpfe an der Avre und bei Montdidier und Noyon
23. April bis 26. Mai – Stellungskämpfe nördlich der Ailette
27. Mai bis 13. Juni – Schlacht bei Soissons und Reims
14. Juni bis 4. Juli – Stellungskämpfe zwischen Oise, Aisne und Marne
05. bis 14. Juli – Reserve der OHL
15. bis 17. Juli – Angriffsschlacht an der Marne und in der Champagne
18. bis 25. Juli – Abwehrschlacht zwischen Soissons und Reims
26. Juli bis 3. August – Bewegliche Abwehrschlacht zwischen Marne und Vesle
03. August bis 25. September – Stellungskämpfe vor Verdun
26. September bis 11. November – Abwehrschlacht in der Champagne und an der Maas
ab 12. November – Räumung des besetzten Gebietes und Marsch in die Heimat

### Verbleib
Da nach Kriegsende die Garnison in Diedenhofen aufgrund der Bedingungen des Waffenstillstands nicht mehr zu erreichen war, zogen die Reste des Regiments nach Deutschland. Der Verband wurde vom 3. bis 10. Januar 1919 in Bernburg (Saale) demobilisiert und schließlich aufgelöst.
Teile schlossen sich im Januar 1919 dem III. Bataillon im Freiwilligen-Infanterie-Regiment 166 an. Dieses wurde im Juni 1919 als III. Bataillon des Reichswehr-Schützen-Regiments 50 in die Vorläufige Reichswehr übernommen.
Die Tradition übernahm in der Reichswehr durch Erlass des Chefs der Heeresleitung General der Infanterie Hans von Seeckt vom 24. August 1921 die 13. Kompanie des 17. Infanterie-Regiments in Braunschweig.

## Kommandeure
| Dienstgrad     | Name                | Datum                                                          |
| -------------- | ------------------- | -------------------------------------------------------------- |
| Oberst         | Eduard von Gabain   | 01. April 1887 bis 20. Juli 1889                               |
| Oberst         | Viktor Pedell       | 21. Juli 1889 bis 27. Juli 1892                                |
| Oberst         | Ernst Lauer         | 28. Juli 1892 bis 17. August 1894                              |
| Oberstleutnant | Hermann Bayer       | 18. August bis 11. September 1894 (mit der Führung beauftragt) |
| Oberst         | Hermann Bayer       | 12. September 1894 bis 3. Mai 1898                             |
| Oberst         | Max von Rostken     | 05. Juni 1898 bis 14. Dezember 1900                            |
| Oberst         | Eduard Fritsch      | 15. Dezember 1900 bis 23. April 1904                           |
| Oberst         | Gustav von Stengel  | 24. April 1904 bis 17. August 1905                             |
| Oberstleutnant | Edwin Sunkel        | 18. August bis 14. September 1905 (mit der Führung beauftragt) |
| Oberst         | Edwin Sunkel        | 15. September 1905 bis 26. Januar 1910                         |
| Oberst         | Erich Freyer        | 27. Januar 1910 bis 17. April 1913                             |
| Oberst         | Otto Diederichs     | 18. April 1913 bis 12. Oktober 1914                            |
| Oberst         | Franz von Drygalski | 13. bis 28. Oktober 1914                                       |
| Oberstleutnant | Fritz Junge         | 05. November 1914 bis 2. März 1915                             |
| Oberstleutnant | Max Schmidt         | 05. März 1915 bis 27. Dezember 1917                            |
| Major          | Meyer               | 28. Dezember 1917 bis 1. August 1918                           |
| Oberstleutnant | Lilie               | 02. bis 17. August 1918                                        |
| Oberstleutnant | Schulze             | 18. August 1918 bis 1. Januar 1919                             |
| Oberst         | Felix von Merkatz   | 02. Januar 1919 bis Auflösung                                  |